# Kronologija Domovinskog rata: svibanj 1989.

### 8. svibnja
- Slobodan Milošević, predsjednik Centralnog komiteta saveza komunista Srbije, izabran za predsjednika Socijalističke Republike Srbije.[1]